# Campionati europei di karate 1971
I campionati europei di karate 1971 sono stati la 6ª edizione della competizione. Si sono svolti a Parigi, in Francia, dal 2 al 4 maggio.

## Podi

### Maschili
| Specialità     | Oro              | Argento       | Bronzo          |
| Ippon          | Dominique Valera | Gilbert Gruss | Francis Didier  |
| Ippon          | Dominique Valera | Gilbert Gruss | Joachim Otremba |
| Gara a squadre | Francia          | Belgio        | Jugoslavia      |
| Gara a squadre | Francia          | Belgio        | Germania Ovest  |